# Türkische Allgemeine
Die Türkische Allgemeine war eine deutschsprachige Monatszeitung in Istanbul von 1995 bis 2003.

## Geschichte
Seit 1995 erschien die Türkische Allgemeine in Istanbul als einzige deutschsprachige politische Zeitung in dieser Zeit. 
Von Oktober 2003 ist die letzte Ausgabe bekannt.